# Épinay-sur-Orge
 Épinay-sur-Orge  es una población y comuna francesa, ubicada en la región de Isla de Francia, departamento de Essonne, en el distrito de Palaiseau y cantón de Longjumeau.
Sus habitantes son conocidos como Spinoliens.

## Demografía
| 6103 | 9032 | 9366 | 8745 | 9688 | 9399 |
| Para los censos de 1962 a 1999 la población legal corresponde a la población sin duplicidades (Fuente: INSEE [Consultar]) |      |      |      |      |      |